# イタリアサッカーのリーグ構成
イタリアサッカーのリーグ構成は、イタリアにおけるサッカーの階層的に相互結合されたリーグシステムを意味し、594ディビジョンの3332チーム（セコンダ・カテゴリアとテルツァ・カテゴリアを除く）から構成されている。全てのディビジョンは昇格・降格の原則により互いに繋がっており、サンマリノの1チームも参加している。リーグシステムは異なるレベルのリーグ間での昇格と降格がある階層的な構成であり、理論的には最も小さなクラブでさえも最終的にはトップディビジョンへと上り詰める可能性がある。
それぞれのリーグにおける任意の数の上位クラブが上のリーグに昇格することができる。一方、リーグの下位チームは降格となる。スポーツでの成績に加えて、昇格するには通常高位リーグによって設定された基準、特に適切な施設と財務に関する基準を満たしていること条件とする。
理論上は、地元のアマチュアクラブがイタリアサッカー界の頂上まで昇り、スクデットを獲得することは可能である。このようなことは実際には（少なくとも短期間では）起こりそうにないが、ピラミッド内でのかなりの移動は確かに存在する。最上位の2つのレベルはそれぞれ単独のディビジョンからなる。3部以下は次第により並列したディビジョンからなり、それぞれのディビジョンは次第により小さな地理的地域を含む。

## 歴史
イタリアにおける最初のリーグは、1890年代にイングランド移民によって開始された。初のクラブは「ジェノア・クリケット・アンド・アスレティック・クラブ」（現在のジェノア・クリケット・アンド・フットボール・クラブ）であった。当初は、イタリア人と外国人のリーグは分かれていたが、1897年頃に合併した。1898年3月、イタリアサッカー連盟 (Federazione Italiana Giuoco Calcio; FIGC) がトリノで組織された。加盟したのは、ジェノア、FC Torinese、Internazionale di Torino、Società Ginnastica di Torino（トリノ体操協会）の4クラブであった。その他のクラブも存在していたが、加盟しないことを決定した。初の選手権はトリノにおいて1898年3月8日に行われ、ジェノアが優勝した。
FIGCは1905年にFIFAに加盟し、同年に選手権は地域を基にしたリーグ構造へと移行した。
第一次世界大戦による中断後、サッカー人気は高まり、小さなクラブも加盟するようになった。1921年の夏、全国リーグの構造に関するメジャークラブとマイナークラブとの間の論争から、FIGCに対抗してConfederazione Calcistica Italiana（CCI、同じくイタリアサッカー連盟の意）が短期間結成された。ゆえに、1922年はUSプロ・ヴェルチェッリとUSノヴェーゼの2クラブがイタリア王者として記録されている。2つの組織はこのシーズンが終了すると結局再合併した。
単一の全国リーグ構造への移行は1929年に行われた。トップリーグには当初18チームが参加し、インテルが初代王者（1930年）となった。1934年と1938年にはイタリア代表がワールドカップで優勝した。
第二次世界大戦後、リーグは単年度のみ北部と南部の2ディビジョンとプレーオフからなる地域構造に戻った。戦後初のリーグチャンピオンにはトリノが輝き、その後4連覇を果たした。しかしながら、戦後のリーグを支配してきたのはユヴェントス、ミラン、インテルであり、これら3クラブで66シーズンの内49シーズンのタイトルを手にしている。
現在のリーグ構造は、セミプロ部門が廃止された1978年に遡る。この年、（セリエCとセリエDを管理していた）現在のレガ・プロ（全国セミプロリーグとして知られていた）が、新たなセリエC1とセリエC2を組織するプロリーグへと移行した。したがって、イタリアはレガ・カルチョとレガ・プロの2つの異なるプロサッカーリーグを持つ唯一の国となった（イングランドがプレミアリーグとフットボールリーグに分裂する14年前）。

## 構造
イタリアサッカーの1部はレガ・セリエAによって統括されるセリエAであり、20チームからなる。2部はレガ・セリエBによって組織される22チームからなるセリエBである。どちらもイタリア全土を対象とする全国リーグである。
3部はレガ・プロで、それぞれ地域によって分けられた3つのディビジョン（ジローネ）からなる。各ディビジョンにはそれぞれ20クラブ、合計60クラブが所属する。
4部のセリエDは、レガ・ナツィオナーレ・ディレッタンティの地域間部門によって組織される9つの並列するディビジョンからなるリーグである。その下に、さらに5つのレベルがあり、その内エッチェッレンツァ、プロモツィオーネ、プリマ・カテゴリア、セコンダ・カテゴリアの4つはレガ・ナツィオナーレ・ディレッタンティの州委員会によって組織される。最下位リーグのテルツァ・カテゴリアは県委員会によって組織される。
セリエA、セリエB、レガ・プロに所属する全てのクラブはプロフェッショナルである。2011-12シーズンから、国際経済危機のため、当時4部のディビジョンが3から2に減らされた。さらに2014-15シーズンから、前年までの3部（レガ・プロ・プリマ・ディヴィジオーネ）と4部（セコンダ・ディヴィジオーネ）が統合された。

## 2013-14シーズン
| レベル | レベル | ディビジョン                                                         | ディビジョン                                                         | ディビジョン                                                         | ディビジョン                                                         | ディビジョン                                                         | ディビジョン                                                         | ディビジョン                                                         | ディビジョン                                                         | ディビジョン                                                         | ディビジョン                                                         | ディビジョン                                                         | ディビジョン                                                         | ディビジョン                                                         | ディビジョン                                                         | ディビジョン                                                         | ディビジョン                                                         | ディビジョン                                                         | ディビジョン                                                         |
| ------ | ------ | -------------------------------------------------------------------- | -------------------------------------------------------------------- | -------------------------------------------------------------------- | -------------------------------------------------------------------- | -------------------------------------------------------------------- | -------------------------------------------------------------------- | -------------------------------------------------------------------- | -------------------------------------------------------------------- | -------------------------------------------------------------------- | -------------------------------------------------------------------- | -------------------------------------------------------------------- | -------------------------------------------------------------------- | -------------------------------------------------------------------- | -------------------------------------------------------------------- | -------------------------------------------------------------------- | -------------------------------------------------------------------- | -------------------------------------------------------------------- | -------------------------------------------------------------------- |
| 1      | 1      | セリエA （1全国ディビジョン、20クラブ）                              | セリエA （1全国ディビジョン、20クラブ）                              | セリエA （1全国ディビジョン、20クラブ）                              | セリエA （1全国ディビジョン、20クラブ）                              | セリエA （1全国ディビジョン、20クラブ）                              | セリエA （1全国ディビジョン、20クラブ）                              | セリエA （1全国ディビジョン、20クラブ）                              | セリエA （1全国ディビジョン、20クラブ）                              | セリエA （1全国ディビジョン、20クラブ）                              | セリエA （1全国ディビジョン、20クラブ）                              | セリエA （1全国ディビジョン、20クラブ）                              | セリエA （1全国ディビジョン、20クラブ）                              | セリエA （1全国ディビジョン、20クラブ）                              | セリエA （1全国ディビジョン、20クラブ）                              | セリエA （1全国ディビジョン、20クラブ）                              | セリエA （1全国ディビジョン、20クラブ）                              | セリエA （1全国ディビジョン、20クラブ）                              | セリエA （1全国ディビジョン、20クラブ）                              |
| 2      | 2      | セリエB （1全国ディビジョン、22クラブ）                              | セリエB （1全国ディビジョン、22クラブ）                              | セリエB （1全国ディビジョン、22クラブ）                              | セリエB （1全国ディビジョン、22クラブ）                              | セリエB （1全国ディビジョン、22クラブ）                              | セリエB （1全国ディビジョン、22クラブ）                              | セリエB （1全国ディビジョン、22クラブ）                              | セリエB （1全国ディビジョン、22クラブ）                              | セリエB （1全国ディビジョン、22クラブ）                              | セリエB （1全国ディビジョン、22クラブ）                              | セリエB （1全国ディビジョン、22クラブ）                              | セリエB （1全国ディビジョン、22クラブ）                              | セリエB （1全国ディビジョン、22クラブ）                              | セリエB （1全国ディビジョン、22クラブ）                              | セリエB （1全国ディビジョン、22クラブ）                              | セリエB （1全国ディビジョン、22クラブ）                              | セリエB （1全国ディビジョン、22クラブ）                              | セリエB （1全国ディビジョン、22クラブ）                              |
| 3      | 3      | プリマ・ディヴィジオーネ （2地域間ディビジョン、それぞれ16クラブ）   | プリマ・ディヴィジオーネ （2地域間ディビジョン、それぞれ16クラブ）   | プリマ・ディヴィジオーネ （2地域間ディビジョン、それぞれ16クラブ）   | プリマ・ディヴィジオーネ （2地域間ディビジョン、それぞれ16クラブ）   | プリマ・ディヴィジオーネ （2地域間ディビジョン、それぞれ16クラブ）   | プリマ・ディヴィジオーネ （2地域間ディビジョン、それぞれ16クラブ）   | プリマ・ディヴィジオーネ （2地域間ディビジョン、それぞれ16クラブ）   | プリマ・ディヴィジオーネ （2地域間ディビジョン、それぞれ16クラブ）   | プリマ・ディヴィジオーネ （2地域間ディビジョン、それぞれ16クラブ）   | プリマ・ディヴィジオーネ （2地域間ディビジョン、それぞれ16クラブ）   | プリマ・ディヴィジオーネ （2地域間ディビジョン、それぞれ16クラブ）   | プリマ・ディヴィジオーネ （2地域間ディビジョン、それぞれ16クラブ）   | プリマ・ディヴィジオーネ （2地域間ディビジョン、それぞれ16クラブ）   | プリマ・ディヴィジオーネ （2地域間ディビジョン、それぞれ16クラブ）   | プリマ・ディヴィジオーネ （2地域間ディビジョン、それぞれ16クラブ）   | プリマ・ディヴィジオーネ （2地域間ディビジョン、それぞれ16クラブ）   | プリマ・ディヴィジオーネ （2地域間ディビジョン、それぞれ16クラブ）   | プリマ・ディヴィジオーネ （2地域間ディビジョン、それぞれ16クラブ）   |
| 4      | 4      | セコンダ・ディヴィジオーネ （2地域間ディビジョン、それぞれ18クラブ） | セコンダ・ディヴィジオーネ （2地域間ディビジョン、それぞれ18クラブ） | セコンダ・ディヴィジオーネ （2地域間ディビジョン、それぞれ18クラブ） | セコンダ・ディヴィジオーネ （2地域間ディビジョン、それぞれ18クラブ） | セコンダ・ディヴィジオーネ （2地域間ディビジョン、それぞれ18クラブ） | セコンダ・ディヴィジオーネ （2地域間ディビジョン、それぞれ18クラブ） | セコンダ・ディヴィジオーネ （2地域間ディビジョン、それぞれ18クラブ） | セコンダ・ディヴィジオーネ （2地域間ディビジョン、それぞれ18クラブ） | セコンダ・ディヴィジオーネ （2地域間ディビジョン、それぞれ18クラブ） | セコンダ・ディヴィジオーネ （2地域間ディビジョン、それぞれ18クラブ） | セコンダ・ディヴィジオーネ （2地域間ディビジョン、それぞれ18クラブ） | セコンダ・ディヴィジオーネ （2地域間ディビジョン、それぞれ18クラブ） | セコンダ・ディヴィジオーネ （2地域間ディビジョン、それぞれ18クラブ） | セコンダ・ディヴィジオーネ （2地域間ディビジョン、それぞれ18クラブ） | セコンダ・ディヴィジオーネ （2地域間ディビジョン、それぞれ18クラブ） | セコンダ・ディヴィジオーネ （2地域間ディビジョン、それぞれ18クラブ） | セコンダ・ディヴィジオーネ （2地域間ディビジョン、それぞれ18クラブ） | セコンダ・ディヴィジオーネ （2地域間ディビジョン、それぞれ18クラブ） |
| 5      | 5      | セリエD （9地域ディビジョン、それぞれ18クラブ）                      | セリエD （9地域ディビジョン、それぞれ18クラブ）                      | セリエD （9地域ディビジョン、それぞれ18クラブ）                      | セリエD （9地域ディビジョン、それぞれ18クラブ）                      | セリエD （9地域ディビジョン、それぞれ18クラブ）                      | セリエD （9地域ディビジョン、それぞれ18クラブ）                      | セリエD （9地域ディビジョン、それぞれ18クラブ）                      | セリエD （9地域ディビジョン、それぞれ18クラブ）                      | セリエD （9地域ディビジョン、それぞれ18クラブ）                      | セリエD （9地域ディビジョン、それぞれ18クラブ）                      | セリエD （9地域ディビジョン、それぞれ18クラブ）                      | セリエD （9地域ディビジョン、それぞれ18クラブ）                      | セリエD （9地域ディビジョン、それぞれ18クラブ）                      | セリエD （9地域ディビジョン、それぞれ18クラブ）                      | セリエD （9地域ディビジョン、それぞれ18クラブ）                      | セリエD （9地域ディビジョン、それぞれ18クラブ）                      | セリエD （9地域ディビジョン、それぞれ18クラブ）                      | セリエD （9地域ディビジョン、それぞれ18クラブ）                      |
| 6      | 6      | エッチェッレンツァ （28地域ディビジョン、それぞれ16-18クラブ）       | エッチェッレンツァ （28地域ディビジョン、それぞれ16-18クラブ）       | エッチェッレンツァ （28地域ディビジョン、それぞれ16-18クラブ）       | エッチェッレンツァ （28地域ディビジョン、それぞれ16-18クラブ）       | エッチェッレンツァ （28地域ディビジョン、それぞれ16-18クラブ）       | エッチェッレンツァ （28地域ディビジョン、それぞれ16-18クラブ）       | エッチェッレンツァ （28地域ディビジョン、それぞれ16-18クラブ）       | エッチェッレンツァ （28地域ディビジョン、それぞれ16-18クラブ）       | エッチェッレンツァ （28地域ディビジョン、それぞれ16-18クラブ）       | エッチェッレンツァ （28地域ディビジョン、それぞれ16-18クラブ）       | エッチェッレンツァ （28地域ディビジョン、それぞれ16-18クラブ）       | エッチェッレンツァ （28地域ディビジョン、それぞれ16-18クラブ）       | エッチェッレンツァ （28地域ディビジョン、それぞれ16-18クラブ）       | エッチェッレンツァ （28地域ディビジョン、それぞれ16-18クラブ）       | エッチェッレンツァ （28地域ディビジョン、それぞれ16-18クラブ）       | エッチェッレンツァ （28地域ディビジョン、それぞれ16-18クラブ）       | エッチェッレンツァ （28地域ディビジョン、それぞれ16-18クラブ）       | エッチェッレンツァ （28地域ディビジョン、それぞれ16-18クラブ）       |
| 7      | 7      | プロモツィオーネ （54地域ディビジョン、それぞれ16-18クラブ）         | プロモツィオーネ （54地域ディビジョン、それぞれ16-18クラブ）         | プロモツィオーネ （54地域ディビジョン、それぞれ16-18クラブ）         | プロモツィオーネ （54地域ディビジョン、それぞれ16-18クラブ）         | プロモツィオーネ （54地域ディビジョン、それぞれ16-18クラブ）         | プロモツィオーネ （54地域ディビジョン、それぞれ16-18クラブ）         | プロモツィオーネ （54地域ディビジョン、それぞれ16-18クラブ）         | プロモツィオーネ （54地域ディビジョン、それぞれ16-18クラブ）         | プロモツィオーネ （54地域ディビジョン、それぞれ16-18クラブ）         | プロモツィオーネ （54地域ディビジョン、それぞれ16-18クラブ）         | プロモツィオーネ （54地域ディビジョン、それぞれ16-18クラブ）         | プロモツィオーネ （54地域ディビジョン、それぞれ16-18クラブ）         | プロモツィオーネ （54地域ディビジョン、それぞれ16-18クラブ）         | プロモツィオーネ （54地域ディビジョン、それぞれ16-18クラブ）         | プロモツィオーネ （54地域ディビジョン、それぞれ16-18クラブ）         | プロモツィオーネ （54地域ディビジョン、それぞれ16-18クラブ）         | プロモツィオーネ （54地域ディビジョン、それぞれ16-18クラブ）         | プロモツィオーネ （54地域ディビジョン、それぞれ16-18クラブ）         |
| 8      | 8      | プリマ・カテゴリア （106地域ディビジョン）                           | プリマ・カテゴリア （106地域ディビジョン）                           | プリマ・カテゴリア （106地域ディビジョン）                           | プリマ・カテゴリア （106地域ディビジョン）                           | プリマ・カテゴリア （106地域ディビジョン）                           | プリマ・カテゴリア （106地域ディビジョン）                           | プリマ・カテゴリア （106地域ディビジョン）                           | プリマ・カテゴリア （106地域ディビジョン）                           | プリマ・カテゴリア （106地域ディビジョン）                           | プリマ・カテゴリア （106地域ディビジョン）                           | プリマ・カテゴリア （106地域ディビジョン）                           | プリマ・カテゴリア （106地域ディビジョン）                           | プリマ・カテゴリア （106地域ディビジョン）                           | プリマ・カテゴリア （106地域ディビジョン）                           | プリマ・カテゴリア （106地域ディビジョン）                           | プリマ・カテゴリア （106地域ディビジョン）                           | プリマ・カテゴリア （106地域ディビジョン）                           | プリマ・カテゴリア （106地域ディビジョン）                           |
| 9      | 9      | セコンダ・カテゴリア （182地域ディビジョン）                         | セコンダ・カテゴリア （182地域ディビジョン）                         | セコンダ・カテゴリア （182地域ディビジョン）                         | セコンダ・カテゴリア （182地域ディビジョン）                         | セコンダ・カテゴリア （182地域ディビジョン）                         | セコンダ・カテゴリア （182地域ディビジョン）                         | セコンダ・カテゴリア （182地域ディビジョン）                         | セコンダ・カテゴリア （182地域ディビジョン）                         | セコンダ・カテゴリア （182地域ディビジョン）                         | セコンダ・カテゴリア （182地域ディビジョン）                         | セコンダ・カテゴリア （182地域ディビジョン）                         | セコンダ・カテゴリア （182地域ディビジョン）                         | セコンダ・カテゴリア （182地域ディビジョン）                         | セコンダ・カテゴリア （182地域ディビジョン）                         | セコンダ・カテゴリア （182地域ディビジョン）                         | セコンダ・カテゴリア （182地域ディビジョン）                         | セコンダ・カテゴリア （182地域ディビジョン）                         | セコンダ・カテゴリア （182地域ディビジョン）                         |
| 10     | 10     | テルツァ・カテゴリア （210県ディビジョン）                           | テルツァ・カテゴリア （210県ディビジョン）                           | テルツァ・カテゴリア （210県ディビジョン）                           | テルツァ・カテゴリア （210県ディビジョン）                           | テルツァ・カテゴリア （210県ディビジョン）                           | テルツァ・カテゴリア （210県ディビジョン）                           | テルツァ・カテゴリア （210県ディビジョン）                           | テルツァ・カテゴリア （210県ディビジョン）                           | テルツァ・カテゴリア （210県ディビジョン）                           | テルツァ・カテゴリア （210県ディビジョン）                           | テルツァ・カテゴリア （210県ディビジョン）                           | テルツァ・カテゴリア （210県ディビジョン）                           | テルツァ・カテゴリア （210県ディビジョン）                           | テルツァ・カテゴリア （210県ディビジョン）                           | テルツァ・カテゴリア （210県ディビジョン）                           | テルツァ・カテゴリア （210県ディビジョン）                           | テルツァ・カテゴリア （210県ディビジョン）                           | テルツァ・カテゴリア （210県ディビジョン）                           |

## 2014-15シーズン
| レベル | レベル | ディビジョン                                                   | ディビジョン                                                   | ディビジョン                                                   | ディビジョン                                                   | ディビジョン                                                   | ディビジョン                                                   | ディビジョン                                                   | ディビジョン                                                   | ディビジョン                                                   | ディビジョン                                                   | ディビジョン                                                   | ディビジョン                                                   | ディビジョン                                                   | ディビジョン                                                   | ディビジョン                                                   | ディビジョン                                                   | ディビジョン                                                   | ディビジョン                                                   |
| ------ | ------ | -------------------------------------------------------------- | -------------------------------------------------------------- | -------------------------------------------------------------- | -------------------------------------------------------------- | -------------------------------------------------------------- | -------------------------------------------------------------- | -------------------------------------------------------------- | -------------------------------------------------------------- | -------------------------------------------------------------- | -------------------------------------------------------------- | -------------------------------------------------------------- | -------------------------------------------------------------- | -------------------------------------------------------------- | -------------------------------------------------------------- | -------------------------------------------------------------- | -------------------------------------------------------------- | -------------------------------------------------------------- | -------------------------------------------------------------- |
| 1      | 1      | セリエA （1全国ディビジョン、20クラブ）                        | セリエA （1全国ディビジョン、20クラブ）                        | セリエA （1全国ディビジョン、20クラブ）                        | セリエA （1全国ディビジョン、20クラブ）                        | セリエA （1全国ディビジョン、20クラブ）                        | セリエA （1全国ディビジョン、20クラブ）                        | セリエA （1全国ディビジョン、20クラブ）                        | セリエA （1全国ディビジョン、20クラブ）                        | セリエA （1全国ディビジョン、20クラブ）                        | セリエA （1全国ディビジョン、20クラブ）                        | セリエA （1全国ディビジョン、20クラブ）                        | セリエA （1全国ディビジョン、20クラブ）                        | セリエA （1全国ディビジョン、20クラブ）                        | セリエA （1全国ディビジョン、20クラブ）                        | セリエA （1全国ディビジョン、20クラブ）                        | セリエA （1全国ディビジョン、20クラブ）                        | セリエA （1全国ディビジョン、20クラブ）                        | セリエA （1全国ディビジョン、20クラブ）                        |
| 2      | 2      | セリエB （1全国ディビジョン、22クラブ）                        | セリエB （1全国ディビジョン、22クラブ）                        | セリエB （1全国ディビジョン、22クラブ）                        | セリエB （1全国ディビジョン、22クラブ）                        | セリエB （1全国ディビジョン、22クラブ）                        | セリエB （1全国ディビジョン、22クラブ）                        | セリエB （1全国ディビジョン、22クラブ）                        | セリエB （1全国ディビジョン、22クラブ）                        | セリエB （1全国ディビジョン、22クラブ）                        | セリエB （1全国ディビジョン、22クラブ）                        | セリエB （1全国ディビジョン、22クラブ）                        | セリエB （1全国ディビジョン、22クラブ）                        | セリエB （1全国ディビジョン、22クラブ）                        | セリエB （1全国ディビジョン、22クラブ）                        | セリエB （1全国ディビジョン、22クラブ）                        | セリエB （1全国ディビジョン、22クラブ）                        | セリエB （1全国ディビジョン、22クラブ）                        | セリエB （1全国ディビジョン、22クラブ）                        |
| 3      | 3      | レガ・プロ （3地域間ディビジョン、それぞれ20クラブ）           | レガ・プロ （3地域間ディビジョン、それぞれ20クラブ）           | レガ・プロ （3地域間ディビジョン、それぞれ20クラブ）           | レガ・プロ （3地域間ディビジョン、それぞれ20クラブ）           | レガ・プロ （3地域間ディビジョン、それぞれ20クラブ）           | レガ・プロ （3地域間ディビジョン、それぞれ20クラブ）           | レガ・プロ （3地域間ディビジョン、それぞれ20クラブ）           | レガ・プロ （3地域間ディビジョン、それぞれ20クラブ）           | レガ・プロ （3地域間ディビジョン、それぞれ20クラブ）           | レガ・プロ （3地域間ディビジョン、それぞれ20クラブ）           | レガ・プロ （3地域間ディビジョン、それぞれ20クラブ）           | レガ・プロ （3地域間ディビジョン、それぞれ20クラブ）           | レガ・プロ （3地域間ディビジョン、それぞれ20クラブ）           | レガ・プロ （3地域間ディビジョン、それぞれ20クラブ）           | レガ・プロ （3地域間ディビジョン、それぞれ20クラブ）           | レガ・プロ （3地域間ディビジョン、それぞれ20クラブ）           | レガ・プロ （3地域間ディビジョン、それぞれ20クラブ）           | レガ・プロ （3地域間ディビジョン、それぞれ20クラブ）           |
| 4      | 4      | セリエD （9地域ディビジョン、それぞれ18クラブ）                | セリエD （9地域ディビジョン、それぞれ18クラブ）                | セリエD （9地域ディビジョン、それぞれ18クラブ）                | セリエD （9地域ディビジョン、それぞれ18クラブ）                | セリエD （9地域ディビジョン、それぞれ18クラブ）                | セリエD （9地域ディビジョン、それぞれ18クラブ）                | セリエD （9地域ディビジョン、それぞれ18クラブ）                | セリエD （9地域ディビジョン、それぞれ18クラブ）                | セリエD （9地域ディビジョン、それぞれ18クラブ）                | セリエD （9地域ディビジョン、それぞれ18クラブ）                | セリエD （9地域ディビジョン、それぞれ18クラブ）                | セリエD （9地域ディビジョン、それぞれ18クラブ）                | セリエD （9地域ディビジョン、それぞれ18クラブ）                | セリエD （9地域ディビジョン、それぞれ18クラブ）                | セリエD （9地域ディビジョン、それぞれ18クラブ）                | セリエD （9地域ディビジョン、それぞれ18クラブ）                | セリエD （9地域ディビジョン、それぞれ18クラブ）                | セリエD （9地域ディビジョン、それぞれ18クラブ）                |
| 5      | 5      | エッチェッレンツァ （28地域ディビジョン、それぞれ16-18クラブ） | エッチェッレンツァ （28地域ディビジョン、それぞれ16-18クラブ） | エッチェッレンツァ （28地域ディビジョン、それぞれ16-18クラブ） | エッチェッレンツァ （28地域ディビジョン、それぞれ16-18クラブ） | エッチェッレンツァ （28地域ディビジョン、それぞれ16-18クラブ） | エッチェッレンツァ （28地域ディビジョン、それぞれ16-18クラブ） | エッチェッレンツァ （28地域ディビジョン、それぞれ16-18クラブ） | エッチェッレンツァ （28地域ディビジョン、それぞれ16-18クラブ） | エッチェッレンツァ （28地域ディビジョン、それぞれ16-18クラブ） | エッチェッレンツァ （28地域ディビジョン、それぞれ16-18クラブ） | エッチェッレンツァ （28地域ディビジョン、それぞれ16-18クラブ） | エッチェッレンツァ （28地域ディビジョン、それぞれ16-18クラブ） | エッチェッレンツァ （28地域ディビジョン、それぞれ16-18クラブ） | エッチェッレンツァ （28地域ディビジョン、それぞれ16-18クラブ） | エッチェッレンツァ （28地域ディビジョン、それぞれ16-18クラブ） | エッチェッレンツァ （28地域ディビジョン、それぞれ16-18クラブ） | エッチェッレンツァ （28地域ディビジョン、それぞれ16-18クラブ） | エッチェッレンツァ （28地域ディビジョン、それぞれ16-18クラブ） |
| 6      | 6      | プロモツィオーネ （54地域ディビジョン、それぞれ16-18クラブ）   | プロモツィオーネ （54地域ディビジョン、それぞれ16-18クラブ）   | プロモツィオーネ （54地域ディビジョン、それぞれ16-18クラブ）   | プロモツィオーネ （54地域ディビジョン、それぞれ16-18クラブ）   | プロモツィオーネ （54地域ディビジョン、それぞれ16-18クラブ）   | プロモツィオーネ （54地域ディビジョン、それぞれ16-18クラブ）   | プロモツィオーネ （54地域ディビジョン、それぞれ16-18クラブ）   | プロモツィオーネ （54地域ディビジョン、それぞれ16-18クラブ）   | プロモツィオーネ （54地域ディビジョン、それぞれ16-18クラブ）   | プロモツィオーネ （54地域ディビジョン、それぞれ16-18クラブ）   | プロモツィオーネ （54地域ディビジョン、それぞれ16-18クラブ）   | プロモツィオーネ （54地域ディビジョン、それぞれ16-18クラブ）   | プロモツィオーネ （54地域ディビジョン、それぞれ16-18クラブ）   | プロモツィオーネ （54地域ディビジョン、それぞれ16-18クラブ）   | プロモツィオーネ （54地域ディビジョン、それぞれ16-18クラブ）   | プロモツィオーネ （54地域ディビジョン、それぞれ16-18クラブ）   | プロモツィオーネ （54地域ディビジョン、それぞれ16-18クラブ）   | プロモツィオーネ （54地域ディビジョン、それぞれ16-18クラブ）   |
| 7      | 7      | プリマ・カテゴリア （106地域ディビジョン）                     | プリマ・カテゴリア （106地域ディビジョン）                     | プリマ・カテゴリア （106地域ディビジョン）                     | プリマ・カテゴリア （106地域ディビジョン）                     | プリマ・カテゴリア （106地域ディビジョン）                     | プリマ・カテゴリア （106地域ディビジョン）                     | プリマ・カテゴリア （106地域ディビジョン）                     | プリマ・カテゴリア （106地域ディビジョン）                     | プリマ・カテゴリア （106地域ディビジョン）                     | プリマ・カテゴリア （106地域ディビジョン）                     | プリマ・カテゴリア （106地域ディビジョン）                     | プリマ・カテゴリア （106地域ディビジョン）                     | プリマ・カテゴリア （106地域ディビジョン）                     | プリマ・カテゴリア （106地域ディビジョン）                     | プリマ・カテゴリア （106地域ディビジョン）                     | プリマ・カテゴリア （106地域ディビジョン）                     | プリマ・カテゴリア （106地域ディビジョン）                     | プリマ・カテゴリア （106地域ディビジョン）                     |
| 8      | 8      | セコンダ・カテゴリア （182地域ディビジョン）                   | セコンダ・カテゴリア （182地域ディビジョン）                   | セコンダ・カテゴリア （182地域ディビジョン）                   | セコンダ・カテゴリア （182地域ディビジョン）                   | セコンダ・カテゴリア （182地域ディビジョン）                   | セコンダ・カテゴリア （182地域ディビジョン）                   | セコンダ・カテゴリア （182地域ディビジョン）                   | セコンダ・カテゴリア （182地域ディビジョン）                   | セコンダ・カテゴリア （182地域ディビジョン）                   | セコンダ・カテゴリア （182地域ディビジョン）                   | セコンダ・カテゴリア （182地域ディビジョン）                   | セコンダ・カテゴリア （182地域ディビジョン）                   | セコンダ・カテゴリア （182地域ディビジョン）                   | セコンダ・カテゴリア （182地域ディビジョン）                   | セコンダ・カテゴリア （182地域ディビジョン）                   | セコンダ・カテゴリア （182地域ディビジョン）                   | セコンダ・カテゴリア （182地域ディビジョン）                   | セコンダ・カテゴリア （182地域ディビジョン）                   |
| 9      | 9      | テルツァ・カテゴリア （210県ディビジョン）                     | テルツァ・カテゴリア （210県ディビジョン）                     | テルツァ・カテゴリア （210県ディビジョン）                     | テルツァ・カテゴリア （210県ディビジョン）                     | テルツァ・カテゴリア （210県ディビジョン）                     | テルツァ・カテゴリア （210県ディビジョン）                     | テルツァ・カテゴリア （210県ディビジョン）                     | テルツァ・カテゴリア （210県ディビジョン）                     | テルツァ・カテゴリア （210県ディビジョン）                     | テルツァ・カテゴリア （210県ディビジョン）                     | テルツァ・カテゴリア （210県ディビジョン）                     | テルツァ・カテゴリア （210県ディビジョン）                     | テルツァ・カテゴリア （210県ディビジョン）                     | テルツァ・カテゴリア （210県ディビジョン）                     | テルツァ・カテゴリア （210県ディビジョン）                     | テルツァ・カテゴリア （210県ディビジョン）                     | テルツァ・カテゴリア （210県ディビジョン）                     | テルツァ・カテゴリア （210県ディビジョン）                     |